# Pylaisia subcircinata
Pylaisia subcircinata là một loài Rêu trong họ Hypnaceae. Loài này được Cardot mô tả khoa học đầu tiên năm 1911.